# Kei Mikuriya
Kei Mikuriya (御厨 景, Mikuriya Kei) est un footballeur japonais né le 29 août 1977. Il évoluait au poste de défenseur.

## Équipe nationale
- Équipe du Japon de football des moins de 20 ans
  - Participation à la Coupe du monde de football des moins de 20 ans 1997